# Allen Hurns
Allen Bernard Hurns (geboren am 12. November 1991 in Miami, Florida) ist ein ehemaliger US-amerikanischer American-Football-Spieler auf der Position des Wide Receivers. Er spielte College Football für die University of Miami, bevor er 2014 als ungedrafteter Free Agent von den Jacksonville Jaguars verpflichtet wurde. 2018 war er für die Dallas Cowboys in der National Football League (NFL) aktiv. Zuletzt stand er bei den Miami Dolphins unter Vertrag.

## Frühe Jahre
Hurns besuchte die Miami Carol City High School, wo er neben Football auch Leichtathletik ausübte. Als Junior fing er 23 Pässe für 450 Yards und sieben Touchdowns. Als Senior kam er verletzungsbedingt nur auf sechs Passfänge für 110 Yards. Rivals.com bewertete ihn als Dreisternetalent und Scout.com als einen der 100 besten Wide Receiver seines Jahrganges.
Von 2010 bis 2013 war er Student der University of Miami, wo er für die Miami Hurricanes Football spielte. Er kam in dieser Zeit in 45 Spielen zum Einsatz und erzielte 121 Passfänge für 1.891 Yards und 14 Touchdowns. Als Senior stellte er einen neuen Schulrekord für gefangene Yards auf (1.162) und wurde zum Most Valuable Player der Hurricanes ernannt.

## NFL
Hurns wurde im NFL Draft 2014 von keinem der 32 Teams ausgewählt, jedoch verpflichteten ihn die Jacksonville Jaguars anschließend als Free Agent. Sein NFL-Debüt gab er am 7. September 2014 gegen die Philadelphia Eagles, als ihm als zweiten Spieler der NFL-Geschichte mit seinen ersten beiden Passfängen jeweils Touchdowns gelangen. Zusätzlich war er der erste Rookie, der zwei Touchdowns im ersten Viertel seines ersten Spiels fing. Er beendete die Saison mit 51 gefangenen Pässen für 677 Yards und 6 Touchdowns.
Die Saison 2015 wurde seine bisher erfolgreichste; 64 Passfänge für 1031 Yards sowie 10 Touchdowns bedeuten bis heute Bestmarken in seiner bisherigen Karriere (Stand: März 2019). 115 Passfänge für 1.708 Yards und 16 Touchdowns waren nicht nur neue Rekorde eines ungedrafteten Free Agents für die ersten beiden Saisons in der NFL, sondern bescherten ihm auch einen neuen Vierjahresvertrag über 40 Millionen US-Dollar bei einem Garantiegehalt von bis zu 20 Millionen US-Dollar.
In den folgenden Jahren gelang es ihm nicht mehr, an diese Leistungen anzuknüpfen. Am 20. März 2018 wurde er von den Jaguars entlassen.
Bereits drei Tage später, am 23. März 2018, gab die NFL die Verpflichtung von Allen Hurns durch die Dallas Cowboys bekannt. Er unterzeichnete einen Zweijahresvertrag über 12 Millionen US-Dollar. Im Juli 2019 wurde er von den Cowboys entlassen. Am 26. Juli 2019 wurde Hurns von den Dolphins verpflichtet. Nachdem er die Saison 2020 wegen der COVID-19-Pandemie ausgesetzt hatte und die Saison 2021 verletzungsbedingt verpasst hatte, entließen die Dolphins Hurns am 24. März 2022.